# Francisco Caldeira Cabral
Francisco Caldeira Cabral GCIH • GOIP (Lisboa, Pena, Campo de Sant'Ana, N.º 46, 26 de Outubro de 1908 – Coimbra, 10 de Novembro de 1992) foi um Arquiteto paisagista português. Conceituado arquiteto paisagista, entre as décadas de 1940 e 80, é tido como uma referência internacional e pioneiro no estudo e no ensino da Arquitetura Paisagística e do movimento ambientalista em Portugal.

## Família
Filho de António Caldeira Cabral e de sua mulher Alice Monteiro. Seu pai, António Caldeira Cabral, era otorrinolaringologista e viveu em São Pedro de Sintra, onde Francisco Caldeira Cabral passou parte da sua infância. 
Casou em Lisboa, a 11 de Novembro de 1936, com Alfreda Ferreira da Fonseca (Lisboa, Coração de Jesus, 30 de Junho de 1909 – Penacova, Figueira de Lorvão, 14 de Janeiro de 2001), filha de Joaquim Augusto Ferreira da Fonseca (8 de Agosto de 1858 – 11 de Junho de 1933) e de sua mulher Maria Alfreda Rita Latham de Barros e Cunha (30 de Março de 1871 – Seia, São Romão, 16 de Janeiro de 1954). O casal teve nove filhos entre os quais o arquitecto paisagista Francisco Manuel da Fonseca Caldeira Cabral e o músico Pedro Caldeira Cabral. Foi avô paterno do economista e ministro Manuel de Herédia Caldeira Cabral.

## Biografia
Francisco Caldeira Cabral estudou no Colégio Vasco da Gama, em Sintra, e no Colégio dos Jesuítas de La Guardia, na Galiza, finalizando o ensino liceal em 1925. De seguida inscreveu-se em Química, na Universidade Técnica de Berlim-Charlottenburg, na Alemanha, pedindo depois transferência para Engenharia Electrotécnica. Porém, uma pneumonia obrigou-o a regressar a Portugal e, entre 1931 e 1936, acaba por fazer estudos de Agronomia, no Instituto Superior de Agronomia da Universidade Técnica de Lisboa, em Lisboa. Findo o curso, voltou para a Alemanha, para Berlim, como bolseiro do Instituto de Alta Cultura.
Ingressou então no Curso de Arquitectura Paisagista, na Universidade de Friedrich-Wilhelm, sob a orientação do Professor Heinrich Friedrich Wiepking-Jürgensmann, obtendo ali o Diplom Gartner, em 1939.
Professor Universitário e profissional liberal, iniciou em 1940 a sua actividade docente, no Instituto Superior de Agronomia da Universidade Técnica de Lisboa, leccionando as disciplinas de Desenho Organográfico e de Construções Rurais. Pouco depois, a sua proposta para um curso livre de Arquitectura Paisagista no ISA, feita após a sua chegada de Berlim em 1939, foi aceite e Caldeira Cabral foi autorizado a avançar com um Curso Experimental de Arquitetura Paisagista, de livre acesso e facultativo, que começou a funcionar em 1941. No ano seguinte, o curso beneficiou do estatuto de Curso Livre por parte do Ministério da Educação Nacional. 
Em 1965 recebe o prémio Fritz Schumaker para o Ordenamento da Paisagem. Entre 1979 e 1986 foi Professor Catedrático Convidado da Universidade de Évora. Como Professor Convidado leccionou em diversas universidades estrangeiras, no período compreendido entre 1951 e 1986, designadamente na Universidade de Hanôver (Alemanha Ocidental) (1951), na Universidade de Berkeley (Califórnia) (1962), na Universidade da Geórgia (Geórgia) (1962), na Universidade de Newcastle (Grã-Bretanha e Irlanda do Norte) (1968), na Universidade de Michigan (Michigan) (1968), na Escuela Superior de Arquitectura de Madrid (Espanha) (1970), na Escuela Superior de Ingenieros de Montes (Espanha) (1971), na Universidade da Pensilvânia (Pensilvânia) (1972), e no Instituto Agronomico Mediterraneo (Espanha) (1979-1986).
Foi Presidente da Federação Internacional de Arquitetos Paisagistas entre 1962 e 1966.
Francisco Caldeira foi pioneiro da luta pela defesa do ambiente em Portugal, tendo sido um dos fundadores da Liga para a Proteção da Natureza (LPN) e seu segundo Presidente. Destaca-se, nesse contexto, a sua concepção de continuo natural / Continuum Naturale como "um conjunto vivo de animais, plantas e microrganismos, cujo equilíbrio dinâmico é condição de vida do próprio Homem, que dele faz parte integrante". Em 1963 avançou com uma proposta de criação de um sistema de Parques Nacionais e Reservas Naturais em Portugal, retomada mais tarde pelo seu antigo aluno Gonçalo Ribeiro Telles.  
Foi ainda Presidente da Seção de Proteção da Natureza da Sociedade de Geografia de Lisboa (1955-58)

## Reconhecimento
Doutor Honoris Causa pela Universidade de Évora .
Recebeu as condecorações de Grande-Oficial da Ordem da Instrução Pública a 6 de Julho de 1982 e de Grã-Cruz da Ordem do Infante D. Henrique, a 18 de Março de 1989.
Em homenagem ao arquiteto, foi criado, em 2002, o Centro de Estudos de Arquitectura Paisagista – Prof. Francisco Caldeira Cabral, e, em 2008, no centenário do seu nascimento, o seu nome foi dado ao Jardim Caldeira Cabral, em Telheiras (Lisboa), e ao Parque Francisco Caldeira Cabral em Algés (Oeiras). 

## Obra

### Projectos
De entre as suas obras destacam-se: 
- Projetos para o Estádio Nacional
- Projetos para o Parque Termal das Caldas da Rainha

### Estudos, apresentações e conferências[16]
Foram publicados vários dos seus estudos, apresentações e conferências.
Sobre os jardins:
- Jardins: Conferência, 1940,
- História de Arte dos Jardins: o Egipto, 1962,
- Construção de Jardins, 1963;

Sobre as árvores:
- A Árvore, 1960,
- A Árvore em Portugal, reeditado em 1999 e 2007;

Sobre a sua profissão:
- Arquitetura Paisagista, 1943,
- A Arquitetura Paisagista: Protecção à Natureza e Arquitetura Paisagista, 1956, e
- Fundamentos da Arquitetura Paisagista, 1993.

O arquivo do Forte de Sacavém, sob responsabilidade da Direção-Geral dos Edifícios e Monumentos Nacionais, recolhe uma parte importante do seu espólio.